# Domaine Maryland
La villa « Maryland » fut édifiée à Saint-Jean-Cap-Ferrat en 1904 à la demande du Britannique Arthur Wilson, ami d’Edouard VII. La villa accueillit toute la colonie anglaise de la Côte d’Azur pour des  réceptions. Elle a ensuite appartenu aux descendants de Marc Birkigt, fondateur d'Hispano-Suiza.  
Le domaine est aujourd’hui la propriété des héritiers du cofondateur de Microsoft Paul Allen. Un parc botanique créé par l’architecte paysager Harold Peto et complanté d’essences tropicales et méditerranéennes entoure la villa florentine qui a accueilli Brad Pitt et Angelina Jolie en 2008.
La villa possède un patio-cloître surmonté d’une terrasse soutenue par des colonnes de marbre rouge,